# Pantà de Terradets
Pantà de Terradets är en reservoar i Spanien.   Den ligger i provinsen Província de Lleida och regionen Katalonien, i den nordöstra delen av landet, 400 km öster om huvudstaden Madrid. Pantà de Terradets ligger 372 meter över havet. Arean är 2,2 kvadratkilometer. Trakten runt Pantà de Terradets består till största delen av jordbruksmark. Den sträcker sig 3,7 kilometer i nord-sydlig riktning, och 1,2 kilometer i öst-västlig riktning.